# Patricio García
Patricio José García (Villa de La Orotava, Tenerife, 17 de marzo de 1722 - 21 de noviembre de 1782, La Orotava) fue un aparejador, maestro de cantería y alarife. Su obra más destacada es la iglesia de Nuestra Señora de la Concepción de La Orotava.

## Biografía
Hijo de Juan García del Valle, natural de Vilaflor y Antonia Ramos, de La Orotava. Contrajo matrimonio con Isabel García de Abreu, residiendo en su domicilio de La Orotava. 
Fue en 1704 cuando, debido a la erupción del volcán de Güímar, se suceden en La Orotava una serie de terremotos que dañan seriamente la estructura del Templo Matriz. A pesar de las diversas reparaciones, la ruina del templo era inminente. El comandante general don Juan de Urbina toma la decisión de encargarle la realización de los planos de una nueva iglesia al prestigioso ingeniero militar Francisco de Gozar, quien realizaría varios diseños para la misma en 1755 (uno de ellos con bóvedas, que se conserva en el Archivo Histórico Nacional) y fueron remitidos al Consejo de Castilla. Sin embargo, en 1760 el comandante general Urbina cesó en el mando del archipiélago y un trienio más tarde el ingeniero regresó a la península. Por este motivo, en 1768 el maestro Patricio José García recibe el encargo de planificar una nueva iglesia y dirigir las obras, tarea a la que se entregó en cuerpo y alma.

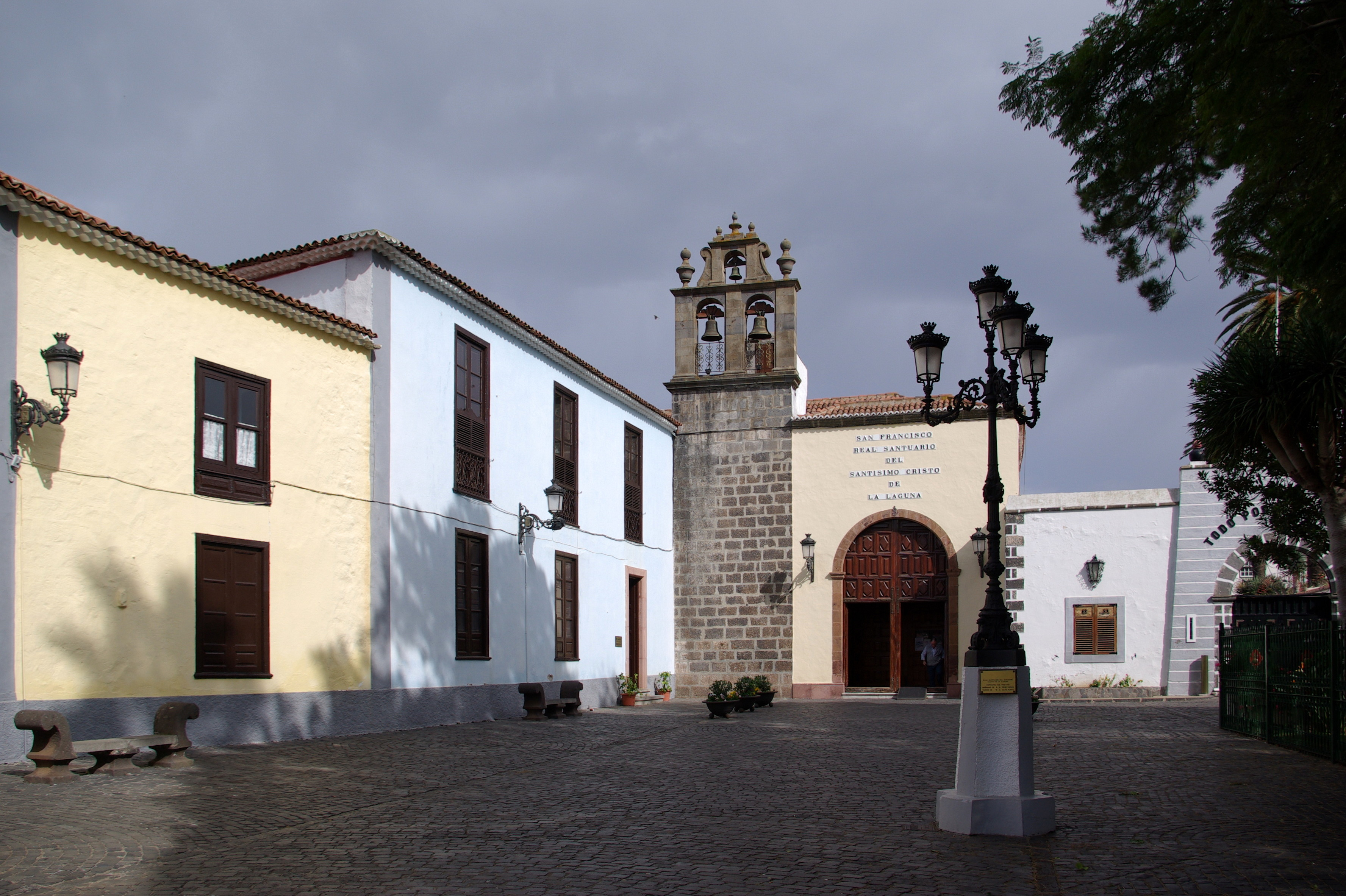
El Convento de San Miguel de Las Victorias, lugar donde se venera el Santísimo Cristo de La Laguna, se atribuye al arquitecto orotavense

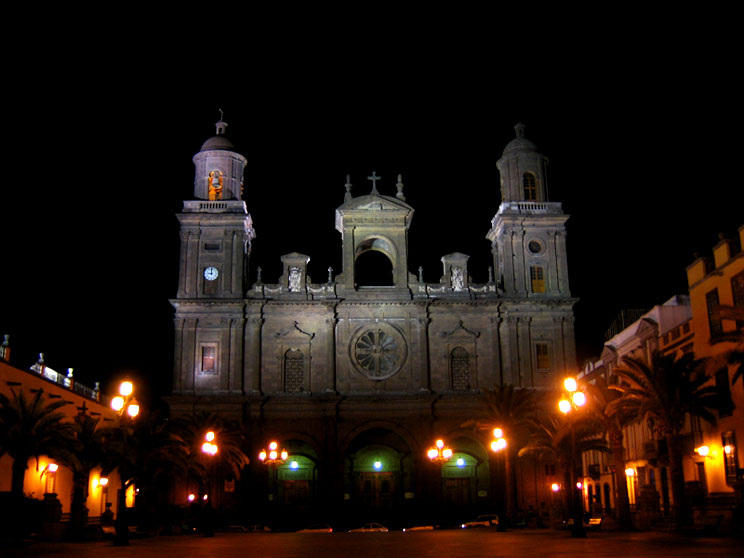
La Catedral de Santa Ana.

En 1768 se iniciaron las obras de la nueva fábrica, según los planos de alzados y fachadas que Patricio García había dibujado, hoy desaparecidos. Diseñó una fachada barroca, con magníficas decoraciones de estilo rococó, contrastando con la elegancia renacentista y neoclásica de su interior. El templo, de cubierta abovedada, está considerado como la mejor muestra del barroco en Canarias. Se sabe que Patricio García diseño tres templos para la isla de Tenerife, uno de ellos la Concepción de La Orotava. Sin embargo los otros dos se desconocen todavía. Se cree que pueden ser la Iglesia de San Juan Bautista del Farrobo de La Orotava y el convento de San Miguel de las Victorias o San Francisco, en San Cristóbal de La Laguna.
Debido a la fama de sus trabajos en Tenerife, fue buscado por el arquitecto Diego Nicolás Eduardo y Villarreal para trabajar junto a él en las obras que realizaba en Gran Canaria, ya que según él Patricio García había demostrado sus conocimientos técnicos, pues había sido autor de tres templos en Tenerife. Le encargó las obras de la edificación de Santiago de Los Caballeros en la ciudad de Gáldar. La cimentación y construcción de este templo, así como el labrado y asentado de las arquerías de la Epístola y del Evangelio son suficientes para comprender que Patricio García fue uno de los mejores maestros del archipiélago. García se trasladó a Gran Canaria, dejando la finalización de las obras, casi acabadas, en manos del arquitecto orotavense Miguel García de Chávez.
Cuando más tarde le fue encomendado a Diego Nicolás Eduardo la tarea de construir la media Catedral de Santa Ana, que faltaba por edificar, fue a buscar a Patricio García. Como si dijéramos único en las Islas para el éxito de esta construcción. Patricio García dejó el templo de Gáldar en manos de segundo orden, intruidos por él, al igual que hizo con La Concepción de La Orotava. Se trasladó a Las Palmas con Diego Nicolás Eduardo, con el ánimo para finalizar la edificación de la catedral del Archipiélago. Se empezaron las obras en la festividad de Santa Ana de 1781, haciéndose con rapidez, bajo la dirección de Patricio García, finalizando en noviembre de dicho año. Fue en esta fecha cuando, debido a una reciente enfermedad, el maestro orotavense regresa a su Villa natal donde muere en 1782.
En su honor, se dio nombre al jardín y plazoleta alta que se encuentran frente a la iglesia de La Concepción de La Orotava lleva su nombre.